# 意図運動
意図運動とは、動物がある行動をする前に生理的気分や動機づけが完全高まっていないにもかかわらず行う、その行動の前触れとなる不完全な運動のことである。
例えば鳥類は、飛び立とうとする前に翼を広げ羽ばたき、飛び立つような動作を繰り返すことがある。それによって他個体に自分がどのような生理的気分にいるのか知らせる役割もあり、社会的促進を引き起こし集団行動の同調にも役立っている。
このような行動は儀式化され、ディスプレイとして使われることもある。